# Джон Мілнор
Джон Віллард Мілнор (англ. John Willard Milnor; народився 20 лютого 1931, Орандж, Нью Джерсі, США) — американський математик, лауреат Абелівської премії 2011 року.

## Діяльність
Закінчив Принстонський університет. Учень відомого тополога Р. Фокса. Працював в Інституті перспективних досліджень в Принстоні і в Університеті Стоуні-Брук.
Основні роботи Мілнора по диференціальної топології. Одним з головних результатів Мілнора є доказ існування 7-вимірних сфер з нестандартною гладкою структурою. Пізніше, спільно з Мішелем Кервером, він показав, що 7-вимірна сфера має 15 гладких структур (28, якщо враховувати орієнтацію).
Важливі його результати в галузі К-теорії і динамічних систем. Також Мілнор є видатним педагогом — автором багатьох підручників.
Лауреат Філдсівської премії (1962) і премії Вольфа (1989). Нагороджений Національної наукової медаллю США (1966). Його дружина, Дьюс Макдаффі, теж відомий американський математик.